# Temporada 1968-69 de los San Diego Rockets
La temporada 1968-69 fue la segunda de los San Diego Rockets en la NBA. La temporada regular acabó con 37 victorias y 45 derrotas, ocupando el cuarto puesto de la división Oeste, clasificándose para los playoffs, en los que cayeron en las finales de división ante Atlanta Hawks.

## Elecciones en elDraft
| Ronda | Puesto | Jugador      | Posición     | Nacionalidad   | Universidad      |
| ----- | ------ | ------------ | ------------ | -------------- | ---------------- |
| 1     | 1      | Elvin Hayes  | Ala-Pívot    | Estados Unidos | Houston          |
| 2     | 15     | John Trapp   | Alero        | Estados Unidos | UNLV             |
| 3     | 23     | Stu Lantz    | Base/Escolta | Estados Unidos | Nebraska         |
| 4     | 37     | Harry Barnes | Alero        | Estados Unidos | Northeastern     |
| 7     | 79     | Rick Adelman | Base         | Estados Unidos | Loyola Marymount |

## Temporada regular
| División Oeste           | División Oeste | División Oeste | División Oeste | División Oeste | División Oeste | División Oeste | División Oeste | División Oeste |
| Equipo                   | G              | P              | %              | PD             | Casa           | Fuera          | Neutral        | Div            |
| ------------------------ | -------------- | -------------- | -------------- | -------------- | -------------- | -------------- | -------------- | -------------- |
| x-Los Angeles Lakers     | 55             | 27             | .671           | –              | 32–9           | 21–18          | 2–0            | 30–10          |
| x-Atlanta Hawks          | 48             | 34             | .585           | 7              | 28–12          | 18–21          | 2–1            | 26–14          |
| x-San Francisco Warriors | 41             | 41             | .500           | 14             | 22–19          | 18–21          | 1–1            | 20–20          |
| x-San Diego Rockets      | 37             | 45             | .451           | 18             | 25–16          | 8–25           | 4–4            | 20–20          |
| Chicago Bulls            | 33             | 49             | .402           | 22             | 19–21          | 12–25          | 2–3            | 19–21          |
| Seattle SuperSonics      | 30             | 52             | .366           | 25             | 18–18          | 6–29           | 6–5            | 15–23          |
| Phoenix Suns             | 16             | 66             | .195           | 39             | 11–26          | 4–28           | 1–12           | 8–30           |

## Playoffs

### Semifinales de División
Atlanta Hawks vs. San Diego Rockets 
| Fecha       | Partido                                  | Ciudad    |
| ----------- | ---------------------------------------- | --------- |
| 27 de marzo | Atlanta Hawks 107, San Diego Rockets 98  | Atlanta   |
| 29 de marzo | Atlanta Hawks 116, San Diego Rockets 114 | Atlanta   |
| 1 de abril  | San Diego Rockets 104, Atlanta Hawks 97  | San Diego |
| 4 de abril  | San Diego Rockets 114, Atlanta Hawks 112 | San Diego |
| 6 de abril  | Atlanta Hawks 112, San Diego Rockets 101 | Atlanta   |
| 7 de abril  | San Diego Rockets 106, Atlanta Hawks 108 | San Diego |
|             | Atlanta Hawks gana las series 4-2        |           |

## Estadísticas
| Rk | Jugador      | Edad | P  | PT | MP   | TC   | TCI  | %TC  | TL  | TLI | %TL  | RB   | AS  | FP  | PTS  |
| -- | ------------ | ---- | -- | -- | ---- | ---- | ---- | ---- | --- | --- | ---- | ---- | --- | --- | ---- |
| 1  | Elvin Hayes  | 23   | 82 |    | 45.1 | 11.3 | 25.4 | .447 | 5.7 | 9.1 | .626 | 17.1 | 1.4 | 3.2 | 28.4 |
| 2  | Don Kojis    | 30   | 81 |    | 38.6 | 8.5  | 19.5 | .434 | 5.5 | 7.4 | .748 | 9.6  | 2.6 | 3.7 | 22.5 |
| 3  | John Block   | 24   | 78 |    | 31.9 | 5.7  | 13.6 | .422 | 3.8 | 5.1 | .748 | 9.0  | 1.8 | 3.2 | 15.3 |
| 4  | Jim Barnett  | 24   | 80 |    | 29.3 | 5.8  | 13.7 | .425 | 2.9 | 3.9 | .752 | 4.5  | 4.2 | 3.0 | 14.5 |
| 5  | Art Williams | 29   | 79 |    | 25.2 | 2.9  | 7.5  | .383 | 1.3 | 1.9 | .705 | 4.6  | 6.6 | 3.0 | 7.1  |
| 6  | Toby Kimball | 26   | 76 |    | 22.1 | 3.1  | 7.1  | .445 | 1.5 | 3.3 | .468 | 8.8  | 1.2 | 2.8 | 7.8  |
| 7  | Stu Lantz    | 22   | 73 |    | 18.9 | 3.0  | 6.6  | .456 | 1.8 | 2.3 | .772 | 3.2  | 1.4 | 2.4 | 7.8  |
| 8  | Rick Adelman | 22   | 77 |    | 18.8 | 2.3  | 5.8  | .394 | 1.7 | 2.6 | .642 | 2.8  | 3.1 | 2.1 | 6.3  |
| 9  | Pat Riley    | 23   | 56 |    | 18.3 | 3.6  | 8.9  | .406 | 1.6 | 2.4 | .672 | 2.0  | 2.4 | 2.6 | 8.8  |
| 10 | Hank Finkel  | 26   | 35 |    | 9.5  | 1.4  | 3.2  | .441 | 0.9 | 1.2 | .756 | 3.1  | 0.6 | 1.5 | 3.7  |
| 11 | Harry Barnes | 23   | 22 |    | 5.7  | 0.8  | 2.9  | .281 | 0.3 | 0.6 | .538 | 1.2  | 0.2 | 1.1 | 2.0  |
| 12 | John Trapp   | 23   | 25 |    | 5.7  | 1.2  | 3.2  | .363 | 0.8 | 1.2 | .655 | 2.0  | 0.2 | 1.5 | 3.1  |

## Galardones y récords
| Jugador     | Galardón                                                                  |
| Elvin Hayes | Mejor quinteto de rookies de la NBA Líder de anotación de la NBA All-Star |
| Don Kojis   | All-Star                                                                  |